# Pásig
Pásig (también, Pasig) es una ciudad de Filipinas situada en la región Gran Manila. Según el censo de 2020, contaba con una población de 803 159 habitantes.
Es una de las ciudades más antiguas del país. Fue fundada por la orden religiosa de los agustinos el 2 de julio de 1573. En junio de 1901, Pasig fue incorporada en la recién creada Provincia de Rizal, de la que se convirtió en capital. Sin embargo, en 1975 pasó a formar parte de Gran Manila. 
El 26 de julio de 1994, entró en vigor la ley que convirtió al municipio de Pasig en una ciudad altamente urbanizada. La decisión fue ratificada mediante plebiscito el 21 de enero de 1995.

## Historia
No se conservan relatos de primera mano de la historia de Pasig antes de que llegaran los colonizadores españoles en 1572 y establecieran el asentamiento al que llamaron Pasig.
El primer tramo del Bitukang Manok pasó a ser conocido como el "Pariancillo", en donde se establecieron mercaderes chinos y malayos para comerciar con los nativos. Del mismo modo, contribuyó enormemente al crecimiento económico de Pásig durante la época colonial española, a través del riego de sus amplios arrozales y por ser el centro progresivo del comercio de trueque.
El Bitukang Manok, también conocido como "el arroyo Parian", una vez había unido el río Marikina con el río Antipolo. Antes de que la vía fluvial de Manggahan fuera construida en 1986, el arroyo de Parian estaba conectado con el arroyo de Sapang Bato-Buli (que sirve como límite entre los barangays de Pásig de la Paz, Manggahan, Rosario, Santa Lucía y Municipio de Cainta), arroyo Kasibulan (situado en Vista Verde, Brick. San Isidro, Cainta), el arroyo Palanas (saliendo de Antipolo a través del brangay Muntindilao), el arroyo Bulaw (en Brgy Mambungan, al otro lado de un club de golf) y la cascada de Hinulugang Taktak en el barangay De la Paz (alimentado por el arroyo Taktak que pasa cerca de la Plaza de Antipolo).
Desde principios de los años 1600 hasta el período del imperialismo japonés, más de mil devotos católicos procedentes de Manila, "Hacienda Pineda" (Pasay), "San Juan del Monte", "Mandaluyong" "Hacienda Mariquina", "Barrio de Pateros", "Pueblo de Tagig" (Taguig) y "San Pedro de Macati" (Macati), siguieron el rastro del Arroyo Parian hasta la Catedral de Peregrinación en el pueblo montañoso de Antipolo, Morong (actualmente provincia de Rizal).
Los Antipoleños y varios vecinos de los barrios de la "Población de San Mateo", "Montalbán" (Rodríguez), "Monte de Tanhai" (Tanai), "Santa Rosa-Oroquieta" (Teresa) y "Punta Ibayo" (Baras), también habían navegado en este arroyo de agua dulce una vez para bajar a la vasta "Kapatagan" (llanuras de arroz) de la planicie Pásig. Incluso las procesiones marianas de la Virgen de la Paz y del Buen Viaje hicieron esta ruta once veces.
El arroyo fue utilizado también durante la Ocupación británica de Manila, de 1762 a 1764, por el ejército británico, bajo la dirección del general William Draper y del vicealmirante Samuel Cornish, 1.er Baronet, para transportar sus tropas (y también los cipayos que ellos habían traído de la India del este) río arriba para asumir el control de las aldeas rodeadas por el bosque cercanas de Cainta y de Taytay. 
Hicieron una emboscada en la Plaza Central frente a la catedral de Pásig, convirtiendo la iglesia católica en su cuartel general militar, con el campanario de la iglesia como torre de guardia contra los defensores españoles que navegaban desde la ciudad amurallada de Intramuros a través del Río Pásig.
Los cipayos se levantaron contra sus tenientes británicos y se unieron a las fuerzas combinadas de los conquistadores españoles (lideradas por el gobernador general Simón de Anda y Salazar) formadas por algunos soldados junto con granjeros locales de arroz, pescadores e incluso comerciantes chinos. 
Después de que la invasión británica fuera repelida, los cipayos permanecieron y se casaron con mujeres filipinas, lo que explica las características hindúes de algunos de los ciudadanos de hoy de Pásig, especialmente Cainta y Taytay.
En 1742, Fray Domingo Díaz, un fraile agustino, junto a un grupo de gente rica "Mestizos de Sangley" (mestizos chinos) de Sagad, ordenaron la construcción de un puente de mármol cubierto de azotea a través del arroyo en el estilo de una pagoda oriental. Se llamó "Puente del Pariancillo", y pocos años más tarde, pasó a ser "Puente de Fray Félix Trillo", dedicado al dinámico párroco de la parroquia de la Inmaculada Concepción. Edmund Roberts visitó Pásig en 1832.
En la noche del 2 de mayo de 1896, más de 300 revolucionarios pertenecientes a la sociedad secreta Katipunan, dirigidos por el Supremo Gat. Andrés Bonifacio, Emilio Jacinto y Pío Valenzuela, accedieron secretamente a este arroyo a bordo de una flota de diecisiete "bangkas" (canoas) a la antigua residencia de un notable Valentín Cruz en el barangay San Nicolás, y formaron una "Asamblea Magna".
Tres meses más tarde, el sábado 29 de agosto de 2000 trabajadores pasigeros junto con cien trabajadores chinos de las revueltas fallidas de Sangley de 1639, armados con cocos, machetes y mosquetes con bayoneta, fueron donadas por las familias ilustradas, mientras que varias armas fueron saqueadas por las autoridades. Estos se unieron a los Katipunan e hicieron un ataque sorpresa sobre el "Municipio del Gobernadorcillo" (actual sede del Ayuntamiento de Pásig) y su guarnición adyacente de la Guardia Civil, situada cerca del límite de los barangays Maybunga y Caniogan.
Esa fue la primera y victoriosa rebelión jamás lograda por los Katipunan, y ese evento en particular fue popularmente conocido como el "Nagsabado sa Pasig". Después de haber logrado salir con éxito de la sede del gobierno español en Pásig, los katipuneros huyeron inmediatamente y avanzaron hacia un "Sitio" ubicado en la vecina Ciudad de San Juan, llamada Pinaglabanan, y allí lanzaron su segundo intento para poner fin a los numerosos casos de corrupción realizados por los "encomenderos" (funcionarios municipales) y "Hacienderos" (terratenientes), en la llamada Batalla de San Juan del Monte.
Después de la Segunda Guerra Mundial, el Bitukang Manok estaba mostrando lentamente su degradación ecológica. Resultó en la contaminación del agua debido a la ignorancia. Lo peor llegó al Bitukang Manok a finales de la década de 1960, cuando el cauce desapareció, en lugar de revivir, y quedó totalmente separado del río Marikina y se convirtió en una zanja abierta de aguas residuales, con su flujo original moviéndose hacia atrás en dirección al Canal de Napindan (una porción del río de Pásig que hace de límite entre los barangays Kalawaan-Pinagbuhatan y la ciudad de Taguig), para dar paso a instalaciones comerciales tales como McDonald's.
El 11 de junio de 1901, durante la Guerra filipino-estadounidense, la provincia de Rizal fue creada a través de la Ley Nº137 de la Comisión de Filipinas. Pásig fue incorporado a la provincia de Rizal, y fue designado como capital de la nueva provincia. En 1975, Pásig fue escindido de la provincia de Rizal y se convirtió en parte de la Gran Manila cuando la Comisión de Metro Manila (precursora de la autoridad de Metro Manila y más tarde de la autoridad de desarrollo de Manila) fue creada por el presidente Ferdinand Marcos mediante el Decreto Presidencial 824.
En julio de 1994, Pásig se convirtió en una ciudad altamente urbanizada a través de la Ley de la República 7829. Y en diciembre de 1994, el Presidente Fidel V. Ramos lo firmó, ratificado mediante un plebiscito el 21 de enero de 1995.
El 4 de febrero de 2006, hubo una estampida durante la celebración del Primer Aniversario del programa de ABS-CBN, Wowowee, debido a los premios que se entregarían. Murieron 71 personas. El aniversario del programa se llevaría a cabo en PhilSports Arena, pero el evento fue cancelado.
Pásig fue una de las zonas afectadas por las inundaciones provocadas por el Tifón Ondoy el 26 de septiembre de 2009, que afectó a la Avenida Ortigas y al lado Este de la ciudad del Canal de Manggahan. Es considerada la inundación más destructiva en la historia de Filipinas. Pásig se accedió por el río Pásig, en el que las aguas del río Marikina canalizado y el canal de agua de Manggahan encaminado a Laguna de Bay.
En la primera semana de agosto de 2012, una lluvia intensa provocada por un monzón provocó las inundaciones que afectaron nuevamente a Pásig y particularmente a la región de la capital nacional, Calabarzón y al suroeste de Luzón. La lluvia monzónica ininterrumpida durante ocho días, reforzada por el tifón Gener causó el desbordamiento del río Marikina y destruyó los mismos lugares que fueron arruinados por el tifón Ondoy en 2009.

## Personajes célebres
Federico Espino Licsi, escritor filipino en tagalo, español e inglés.